# Route nationale 3b (Madagascar)
La route nationale 3b (RN 3) è una strada statale del Madagascar, lunga 106 km, che collega Andapa a Sambava.